# NGC 2535
NGC 2535 este o radiogalaxie situată în constelația Racul. A fost descoperită în 22 ianuarie 1877 de către Édouard Stephan⁠(d). Se află la o distanță de 63,14 de megaparseci de Pământ.